# Витязь (скала)
Ви́тязь — наиболее популярный и доступный скальник Олхинского плато высотой 30 метров. Расположен в южной части Шелеховского района Иркутской области. На скальник ходят со станции Орлёнок по верхней или нижней тропе. Памятник природы регионального значения.
Витязь представляет интерес как для начинающих, так и для опытных скалолазов.